# Oriolus szalayi
Oriolus szalayi е вид птица от семейство Oriolidae.

## Разпространение
Видът е разпространен в Индонезия и Папуа Нова Гвинея.